# 迪德格里战役
迪德格里战役是格鲁吉亚王国与大塞尔柱帝国于1121年8月21日在迪德格里所爆发的一次战役，主战场距离第比利斯只有40公里。在此战中，大卫四世打败了伊加齐所率领的塞尔柱侵略部队，获得了一次决定性的胜利，并于战后收复了第比利斯。第比利斯也随之恢复为格鲁吉亚的首都。这次战役正式开启了格鲁吉亚的黄金时代，在格鲁吉亚的编年史中被称赞为奇迹般的胜利 。在现代的格鲁吉亚，当地人民依旧在每年的九月庆祝Didgoroba节以纪念此次战役。

## 背景
自十一世纪八十年代起，格鲁吉亚王国就是塞尔柱帝国的一个附庸国之一。然而至九十年代，格鲁吉亚国王大卫四世激起了塞尔柱内部冲突，趁十字军远征圣地之时重组了军队，并募集了其国内的钦察人、阿兰人及法兰克雇佣兵收复失土。他在同时将土耳其侵略者也驱逐于境外。大卫的一系列战争不是如同十字军与穆斯林之间的宗教战争，而是为从塞尔柱人手中解放高加索地区的军事手段。1096年左右，大卫宣布脱离塞尔柱帝国的朝贡体系，在1103至1108年的作战中收复多座军事重镇并终止了土耳其人季节性游牧于格鲁吉亚的情况。至此，其主要目标便为收复被穆斯林占领超过四百年的第比利斯。大卫自格鲁吉亚境外开始了其作战，他一直进发至阿拉斯河盆地及里海沿岸，这恐吓到了那些在南高加索通商的穆斯林商人。至1121年6月，大卫已经率军开始围攻第比利斯，迫使其内的高层穆斯林付出一份厚重的贡品。 当格鲁吉亚军队因复兴而展现活力之时，大卫向第比利斯征收贡品的举动使得塞尔柱苏丹马哈茂德二世向格鲁吉亚宣战。

## 战略部署

### 塞尔柱联军
格鲁吉亚和伊斯兰双方的资料都表明在第比利斯、占贾及德玛尼西的穆斯林商人向塞尔柱方面抗议后，马哈茂德二世派遣了一支联军向格鲁吉亚地区进军。这支联军包括了阿尔图格王朝的伊加齐，扎辛、比特利斯、德温三城的领主图干亚斯兰及马兹亚德王朝的杜拜斯二世等人。穆斯林方面军队的数量依旧有争议，在史料记载中从四十万至六十万不等，而现代格鲁吉亚的历史学家则判断其大约在十万至二十五万人之间。尽管有些数字是被夸大了的，所有的资料都表明穆斯林在战前做过大规模的准备，并在数量上完全超越了格鲁吉亚方面的军队。
这些联军此时都由刚刚赢得血田战役的伊加齐所统率，自1121年夏开始分多路前进。其中马哈茂德率军经过占贾、亚斯兰向德温进发，剩余部分则穿越埃尔祖鲁姆省和卡尔斯省。他们进入了东格鲁吉亚的鄂木斯克峡谷，后抵达迪德格里山。联军自迪德格里峡谷向第比利斯行军，他们于8月10日在迪德格里附近的一片平原及曼格利西城驻扎了下来，他们此时距离第比利斯只有一天的行程。
据现有资料，伊加齐的战略部署被公认包含了大规模的轻装远程攻击部队，但是记载中关于具体的战术计划仅有少数信息。这些轻装部队主要指其弓箭手和轻骑兵部队，他们身为伊加齐所部的前锋，袭扰敌军阵线，而后方的主力部队则保持战斗序列前进。前锋部队在接触格鲁吉亚军队后向伊加齐回报，所报的敌军数量相比预期统计少很多，这被指出可能是伊加齐信心增强的原因。与此同时有资料指出塞尔柱轻骑兵在格鲁吉亚军阵前挑衅敌军，然而敌军军心并未受到影响。另一方面，穆斯林方面军队没有任何证据表明有重骑兵的出现或拥有任何可以匹配格鲁吉亚方面的骑兵。

### 格鲁吉亚联军
尽管格鲁吉亚联军在规模上远远不如其敌军，他们拥有战术上的优势-对穆斯林方面军队的筹备有着清晰的认知并采取了相应措施。大卫四世对其军队进行了一轮决定性改革，使军队构架更有组织、军力更加强盛。56000名格鲁吉亚士兵中包含了500名亚兰雇佣兵、鲍德温二世所派遣的200名法兰克骑士以及15000名在奥特拉克指挥下的钦察士兵。奥特拉克在格鲁吉亚以沙拉根之子的身份行走，在1109年被基辅大公弗拉基米尔二世打败后，他率领四万追随者逃至格鲁吉亚并在那里接受了洗礼。为促进格鲁吉亚和钦察的联盟，大卫四世迎娶了奥特拉克的女儿，钦察人因此移居于所获得的土地。作为回报，他们每一户都出一名兵丁，这使得大卫四世除了其皇家部队外还掌有一支独立的军队。

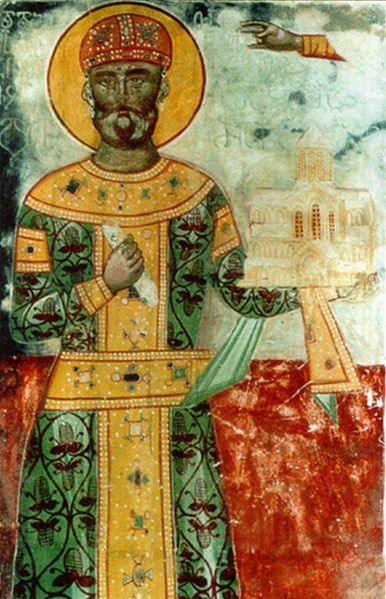
位于格拉特修道院的大卫四世壁画

1121年8月11日，大卫四世率军自姆茨赫塔出发，沿着尼克比西峡谷行进。他将其部队分为两路，一路由他亲自指挥；另一路规模相较略小，由其子德米特里所率，随时准备在信号指引下攻击敌军侧翼。格鲁吉亚方面军队的核心由5000名经过良好训练的重甲禁卫军骑兵组成，十字军和钦察骑兵被部署在王帐周围。剩余的军队则组成了左、右翼，处于塞尔柱军队的视线之外，每一个军阵排头都有着部署密集的骑兵。格鲁吉亚重骑兵在突入敌军阵型后，步兵会跟着与塞尔柱人缠斗，重新聚集的骑兵部队则会对敌军发起重复的冲击直至敌军溃败，大卫四世也会在那一时刻将钦察骑兵派出进行追击。最初大卫四世与亲军呆在中军，却随着战争的激发转换位置，开始指挥左翼的军队，右翼则处于德米特里的指挥之下。

根据法兰克骑士、历史学家Galterii记载，大卫在战前发表了其誓师宣言：
|  | 基督的战士啊！若我等为信念而勇敢作战，我们将会击败恶魔的仆从，乃至恶魔自己。当我们与全能的上帝立下契约，宣誓我们为其仁爱宁死不逃时，我们将会获得最为强大的武器。让我们将峡谷的出路堵住，以防有任何人想要临阵脱逃。敌临之时，痛击之！ |

## 战役过程

迪德格里纪念碑部分

在同时期的不同记录中，对此次战役的过程有着不同的记载。据阿拉伯编年史家伊本·阿西尔记载，大卫四世曾派一支小队作为使节团前去假装谈判，另有资料指出那是上百逃兵，他们请求觐见塞尔柱方统帅。格鲁吉亚军队在这时成功避开敌军的注意，以主力包围了对方。在敌军内部的格鲁吉亚士兵突袭了那些与会将领，试图消灭会中所有塞尔柱一方人员。大卫四世也与此同时下令对塞尔柱前军发动了袭击，其手下的十字军骑兵在突破前线后与敌方弓箭手开始近身缠斗，有效的削弱了伊加齐所部的有生力量。随后格鲁吉亚军队以完整的阵型自侧翼进击，使得在先前袭击中存活下来的伊加齐父子逃离了战场，剩下的塞尔柱军队也随之完全丧失其高层指挥体系。
由于塞尔柱军大多数将领不是被杀死就是已经负伤在身，在此混乱情况下的无序状态导致军队内部缺乏足够的沟通。塞尔柱军队左翼本试图增援其前军，但是大卫四世抓住他们组织混乱的机会，亲自率领格鲁吉亚右翼所部并命令他的重骑兵部队突入塞尔柱军。格鲁吉亚骑兵自坡上向下冲击，体现了其进击作战非常有效率。另一方面，德米特里所统帅的格鲁吉亚军队左翼同样利用重骑兵冲击了塞尔柱军队的右翼。当跟进的格鲁吉亚步兵加入战斗后，塞尔柱军队开始集体撤退。他们从还未参战的后卫的空隙中穿过，导致这些待命部队也开始一同逃跑。塞尔柱军队在前军被完全歼灭后转为大溃败，钦察步兵追击在后面确保他们没有机会重组军阵。而在钦察加入战团后，塞尔柱剩余部队的抵抗也被瓦解，他们也加入了溃败的士兵。在承受了极大的战损后，塞尔柱军队成功逃离，格鲁吉亚此次在三个小时内就决定了其胜利并在后续的几天内继续追击塞尔柱残部。在战役中被俘虏的塞尔柱人则被大卫驱使，帮助重建格鲁吉亚王国。
 

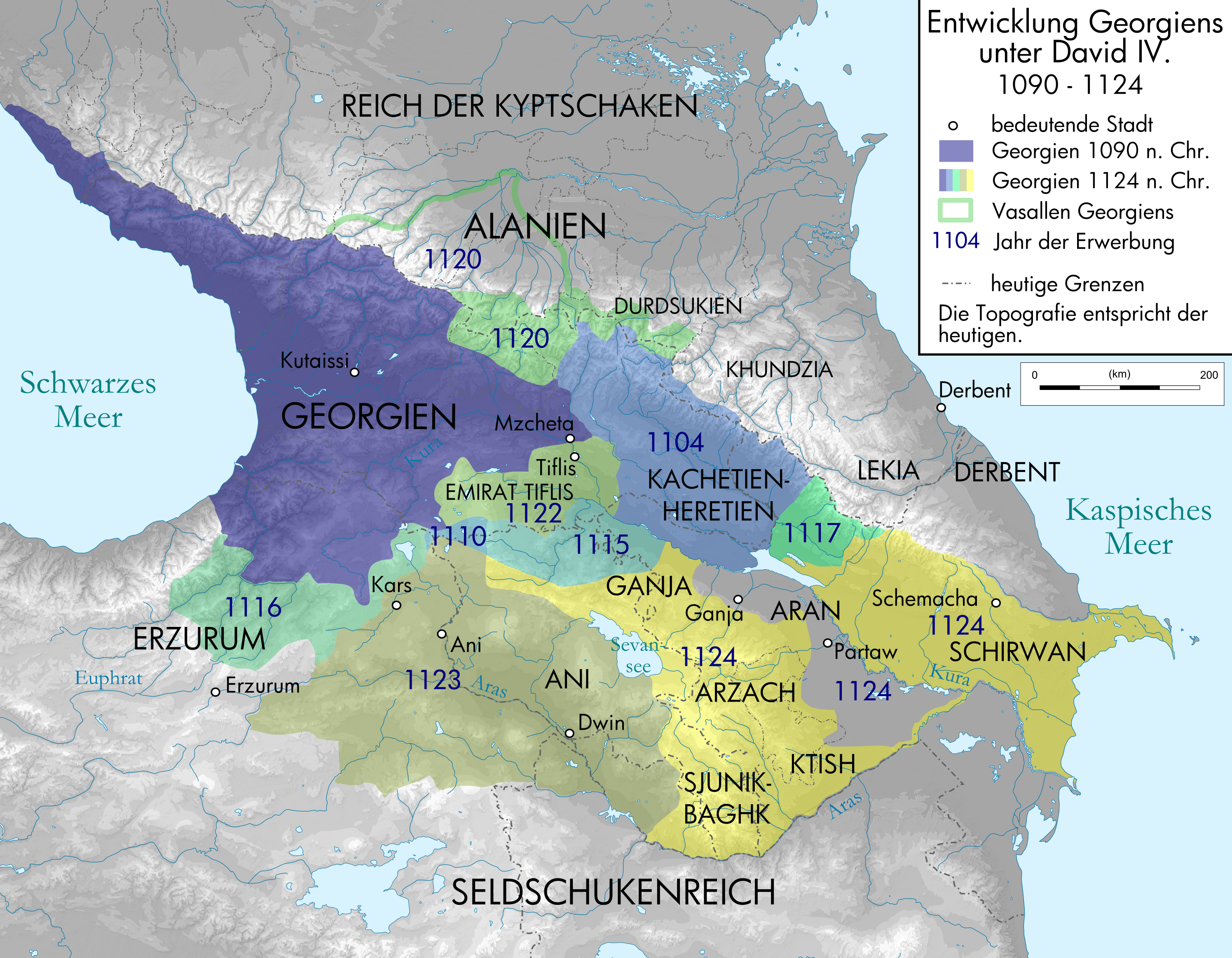
大卫四世在位期间的格鲁吉亚王国疆域拓展情势

也有其他史料指出，大卫四世因与大规模的入侵势力前锋对峙，他不得不利用地理优势掩护部队的转移。塞尔柱的骑兵部队被诱导至一个狭长的地域，导致其移动空间被压缩，随后格鲁吉亚的步兵部队利用长矛、弓箭及投枪等武器轻松消灭了被独立的塞尔柱骑兵。塞尔柱联军不得不在侧翼被格鲁吉亚重骑兵骚扰的情况下向位于上坡的格鲁吉亚主力进攻，他们的战斗意志在这样的状况下被瓦解，很快就被敌军所包围。有记录显示当一百名十字军冲破防线向塞尔柱指挥处进击时，伊加齐的头受伤了。亚美尼亚历史学家埃德萨的马修如此描述：
|  | 野蛮可怕的敌军刽子手接踵而来，其尸堵长河、填深谷，又盖峭壁焉。 |

为预防更多的冲突，大卫四世命令钦察轻骑兵追击塞尔柱军队。因逃兵基数非常大，他们在接下来的数天内俘虏了很多塞尔柱人。最终，格鲁吉亚解放了处于穆斯林影响下的地区，甚至占据了塞尔柱帝国内一些失去守备力量的区域。

## 战后处理
在迪德格里战役结束后的时间中，大卫四世成功统一了格鲁吉亚并消除了穆斯林在当地所建立的统治体系。他收复了已经处于穆斯林手中近四百年的第比利斯，尽管其中有五百名公民被折磨致死，城内大部分建筑也被烧毁。中世纪的资料着重突出了大卫对第比利斯城的穆斯林的复仇行径，然而阿拉伯历史学家巴德尔通过整合史料另作出判断。巴德尔承认城市被大卫所掠夺过，但是大卫在最后展现了一定的耐心，尊重了穆斯林的感受。大卫四世后实行的政策包括对不同信仰的接受、减免对穆斯林及犹太人的赋役以及保护了穆斯林学者和苏菲派教徒。

### 脚注
1. ↑  Golden, Peter B. Turks And Khazars. Farnham, England: Ashgate/Variorum, 2010. Print.
2. 1 2  Lortkipanidze, Mariam and B. G Hewitt. Georgia In The XI-XII Centuries. Tbilisi [Georgian S.S.R.]: Ganatleba Publishers, 1987.
3. ↑  Mikaberidze, Alexander. Conflict And Conquest In The Islamic World. Print.
4. 1 2  Alexander Mikaberidze, Miraculous Victory:’ Battle of Didgori, 1121, Published: May 14, 2008;"The size of the Muslim army is still a matter of debate with numbers ranging from a fantastic 800,000 men (“Bella Antiochena”, Galterii Cancelarii), 600,000 Turks (Matthew of Edessa) to 400,000 (Smbat Sparapet’s Chronicle) while the estimates of modern Georgian historians vary between 100,000-250,000 men."  （页面存档备份，存于）
5. 1 2  Nomads in the Sedentary World，第47頁，載於Google圖書
6. 1 2 3 4  Смбат Спарапет / Летопись / пер. А. Г. Галстяна — Ер. Изд-во «Айастан». 1974 г. Царь Грузии Давид, сын Декая, сын Багарата, сын Георге, собрал все своё войско, пригласил на помощь также 40000 кипчаков, 18000 аланов, 10000 армян, 500 франков, людей храбрых и воинственных. Вот с таким количеством людей он (Давид) выступил в бой. Это был страшный бой. С божьей помощью победили христиане. Они истребили свыше 400000 и взяли в плен 50000 человек. Султан Мелек и Хази позорно обратились в бегство, а Давид победоносно и радостно возвратился обратно
7. ↑  Ronald Grigor Suny / The Making of the Georgian Nation / Indiana University Press, 1994. - p. 36 (418)
ISBN 0253209153, 9780253209153 On August 12, 1121, the Georgians and their Armenian, Qipchak, Osetin, and Shirvan allies advanced and attacked the Muslims unexpectedly near Didgori,  achieving what in Georgian history is known as dzlevai sakvir- veli, the "wonderful victory."
8. ↑  Suny, Ronald Grigor. . Indiana University Press. 1994: 36. ISBN 0-253-20915-3.
9. ↑  Virgil, et al. Georgica. Heidelberg: C. Winter, 1985. Print.
10. 1 2 3  Minorsky, Vladimir. . Houtsma, M. Th.; van Donzel, E.  (编). . Brill. 1993: 755. ISBN 90-04-08265-4.
11. ↑  Soltes, Ori Z. National Treasures Of Georgia. London: Philip Wilson Publishers, 1999. Print.
12. ↑  Anatoly Michailovich Khazanov, André Wink (2001), Nomads in the Sedentary World, pp. 46-8. Routledge, ISBN 0-7007-1369-7.
13. ↑  Denis Sinor (1990), The Cambridge History of Early Inner Asia, pp. 181,280. Cambridge University Press, ISBN 0-521-24304-1.
14. 1 2  （格鲁吉亚文） Javakhishvili, Ivane (1982), k'art'veli eris istoria (The History of the Georgian Nation), vol. 2, pp. 184-187. Tbilisi State University Press.
15. ↑  Rogers, Clifford J, Kelly DeVries, and John France. Journal of Medieval Military History. Woodbridge, UK: Boydell Press, 2013. Print.

### 延伸阅读
- Mikaberidze, Alexander. . Armchair General. May 14, 2008  [2018-06-07]. （原始内容存档于2018-06-12）.
- Fähnrich, Heinz. . Georgica. 1994, 17: 33–39 （德语）.